# Torkild Brakstad
Torkild Brakstad, né le 20 septembre 1945 à Molde et mort le 14 mai 2021, est un footballeur norvégien devenu par la suite entraîneur.

## Biographie

### Carrière de joueur
Il joue avec son frère Erik Brakstad pour sa ville natale de Molde. Il évolue en équipe première de 1962 à 1978, avec 104 matches en première division de 1974 à 1978 pour 12 buts. 
Il reçoit trois sélections en équipe de Norvège. En 1975, il prend part à la première participation du Molde FK à une coupe européenne.

### Carrière d'entraîneur
Brakstad est l'entraîneur de Molde à plusieurs reprises. Dans un premier temps comme entraîneur-joueur (de 1969 à 1974 puis en 1976). Ensuite, après avoir mis un terme à sa carrière professionnelle, il en devient l'entraîneur principal en 1980, 1981 et 1986. 
En 1983 et 1984, il officie comme entraîneur du Tromsø IL. Puis il entraîne le Rosenborg BK pendant quelques mois entre 1985 et 1986, avant de revenir à Molde.